# Mistrovství Evropy v baseballu 2012
Mistrovství Evropy v baseballu 2012 bylo v pořadí 32. evropským šampionátem v baseballu. Konalo se v dnech 7. až 16. září 2012 v nizozemských městech Rotterdam, Haarlem a Utrecht. Titul z předchozího šampionátu obhájila reprezentace Itálie. Celým turnajem prošla suverénně bez porážky a dvakrát porazila i domácí reprezentaci, úřadující mistry světa. Nejužitečnějším hráčem turnaje byl vyhlášen Ital Lorenzo Avagnina. Pro českou reprezentaci dopadl šampionát úspěšně - po sedmi letech se opět probojovala do finálové skupiny, obsadila celkově páté místo s trochou štěstí mohla bojovat o medaile .
Čtyřicettři utkání šampionátu vidělo 26 200 diváků.

## Kvalifikace
Na mistrovství se automaticky kvalifikovalo prvních sedm týmů z předchozího mistrovství Evropy - Itálie, Nizozemsko, Německo, Řecko, Švédsko, Francie a Česko a vítězové pěti kvalifikačních turnajů - Belgie, Rusko, Chorvatsko, Španělsko a Velká Británie.

## Základní část

### Skupina A
Konečné pořadí ve skupině
| Pořadí | Země       | V | P | B     | R+ | R- |
| 1.     | Itálie     | 5 | 0 | 1.000 | 45 | 4  |
| 2.     | Španělsko  | 4 | 1 | .800  | 42 | 6  |
| 3.     | Švédsko    | 3 | 2 | .600  | 25 | 27 |
| 4.     | Řecko      | 2 | 3 | .400  | 19 | 29 |
| 5.     | Chorvatsko | 1 | 4 | .200  | 12 | 37 |
| 6.     | Rusko      | 0 | 5 | .000  | 11 | 51 |

Přehled utkání skupiny A
| Datum         | Čas   | Místo     | Výsledky   | Výsledky | Výsledky   |
| ------------- | ----- | --------- | ---------- | -------- | ---------- |
| 7. září 2012  | 14.00 | Haarlem   | Španělsko  | 10 - 0   | Řecko      |
| 7. září 2012  | 14.00 | Utrecht   | Švédsko    | 14 - 1   | Rusko      |
| 7. září 2012  | 19.30 | Haarlem   | Chorvatsko | 0 - 16   | Itálie     |
| 8. září 2012  | 14.00 | Haarlem   | Rusko      | 1 - 10   | Španělsko  |
| 8. září 2012  | 14.00 | Rotterdam | Řecko      | 7 - 2    | Chorvatsko |
| 8. září 2012  | 19.30 | Haarlem   | Itálie     | 8 - 1    | Švédsko    |
| 9. září 2012  | 14.00 | Haarlem   | Švédsko    | 4 - 2    | Chorvatsko |
| 9. září 2012  | 19.30 | Haarlem   | Itálie     | 4 - 3    | Španělsko  |
| 9. září 2012  | 19.30 | Utrecht   | Řecko      | 9 - 5    | Rusko      |
| 10. září 2012 | 14.00 | Utrecht   | Chorvatsko | 8 - 4    | Rusko      |
| 10. září 2012 | 14.00 | Rotterdam | Švédsko    | 1 - 13   | Španělsko  |
| 10. září 2012 | 19.30 | Haarlem   | Itálie     | 7 - 0    | Řecko      |
| 11. září 2012 | 14.00 | Utrecht   | Španělsko  | 6 - 0    | Chorvatsko |
| 11. září 2012 | 14.00 | Haarlem   | Řecko      | 3 - 5    | Švédsko    |
| 11. září 2012 | 19.30 | Haarlem   | Rusko      | 0 - 10   | Itálie     |

### Skupina B
Konečné pořadí ve skupině
| Pořadí | Země           | V | P | B    | R+ | R- |
| 1.     | Nizozemsko     | 4 | 1 | .800 | 55 | 5  |
| 2.     | Německo        | 4 | 1 | .800 | 29 | 20 |
| 3.     | Česko          | 3 | 2 | .600 | 26 | 16 |
| 4.     | Francie        | 2 | 3 | .400 | 15 | 38 |
| 5.     | Belgie         | 1 | 4 | .200 | 23 | 55 |
| 6.     | Velká Británie | 1 | 4 | .200 | 17 | 31 |

Přehled utkání skupiny B
| Datum         | Čas   | Místo     | Výsledky       | Výsledky | Výsledky       |
| ------------- | ----- | --------- | -------------- | -------- | -------------- |
| 7. září 2012  | 14.00 | Rotterdam | Česko          | 4 - 5    | Německo        |
| 7. září 2012  | 19.30 | Utrecht   | Francie        | 3 - 1    | Velká Británie |
| 7. září 2012  | 19.30 | Rotterdam | Belgie         | 0 - 17   | Nizozemsko     |
| 8. září 2012  | 14.00 | Utrecht   | Německo        | 10 - 2   | Belgie         |
| 8. září 2012  | 19.00 | Rotterdam | Nizozemsko     | 15 - 0   | Francie        |
| 8. září 2012  | 19.30 | Utrecht   | Velká Británie | 6 - 1    | Česko          |
| 9. září 2012  | 13.00 | Rotterdam | Nizozemsko     | 2 - 3    | Česko          |
| 9. září 2012  | 14.00 | Utrecht   | Francie        | 9 - 8    | Belgie         |
| 9. září 2012  | 19.30 | Rotterdam | Německo        | 6 - 1    | Velká Británie |
| 10. září 2012 | 14.00 | Haarlem   | Francie        | 0 - 6    | Česko          |
| 10. září 2012 | 19.30 | Utrecht   | Belgie         | 10 - 7   | Velká Británie |
| 10. září 2012 | 19.30 | Rotterdam | Nizozemsko     | 10 - 0   | Německo        |
| 11. září 2012 | 14.00 | Rotterdam | Německo        | 8 - 3    | Francie        |
| 11. září 2012 | 19.30 | Utrecht   | Česko          | 12 - 3   | Belgie         |
| 11. září 2012 | 19.30 | Rotterdam | Velká Británie | 2 - 11   | Nizozemsko     |

## Utkání o 7. až 12. místo
- O 7. místo

| Datum         | Čas   | Místo   | Výsledek | Výsledek | Výsledek |
| ------------- | ----- | ------- | -------- | -------- | -------- |
| 12. září 2012 | 14.00 | Utrecht | Řecko    | 9 - 5    | Francie  |

- O 9. místo

| Datum         | Čas   | Místo   | Výsledek   | Výsledek | Výsledek |
| ------------- | ----- | ------- | ---------- | -------- | -------- |
| 12. září 2012 | 14.00 | Haarlem | Chorvatsko | 2 - 3    | Belgie   |

- O 11. místo

| Datum         | Čas   | Místo     | Výsledek | Výsledek | Výsledek       |
| ------------- | ----- | --------- | -------- | -------- | -------------- |
| 12. září 2012 | 14.00 | Rotterdam | Rusko    | 2 - 6    | Velká Británie |

## Finálová skupina
Do finálové skupiny postoupily tři nejlepší celky ze základních skupin. Do tabulky se započítávala vzájemná utkání ze základních skupin, takže hrály vždy týmy z opačných základních skupin. První dva celky v konečné tabulce pak sehrály vlastní finále.
| Pořadí | Země       | V | P | B     | R+ | R- |
| 1.     | Itálie     | 5 | 0 | 1.000 | 22 | 7  |
| 2.     | Nizozemsko | 3 | 2 | .600  | 34 | 8  |
| 3.     | Španělsko  | 3 | 2 | .600  | 30 | 18 |
| 4.     | Německo    | 2 | 3 | .400  | 21 | 28 |
| 5.     | Česko      | 2 | 3 | .400  | 18 | 21 |
| 6.     | Švédsko    | 0 | 5 | .000  | 11 | 54 |

Přehled utkání finálové skupiny
| Datum         | Čas   | Místo     | Výsledky   | Výsledky | Výsledky   |
| ------------- | ----- | --------- | ---------- | -------- | ---------- |
| 13. září 2012 | 14.00 | Haarlem   | Španělsko  | 6 - 5    | Česko      |
| 13. září 2012 | 19.30 | Haarlem   | Itálie     | 3 - 0    | Německo    |
| 13. září 2012 | 19.30 | Rotterdam | Švédsko    | 1 - 17   | Nizozemsko |
| 14. září 2012 | 14.00 | Rotterdam | Německo    | 10 - 3   | Švédsko    |
| 14. září 2012 | 19.30 | Rotterdam | Nizozemsko | 2 - 0    | Španělsko  |
| 14. září 2012 | 19.30 | Haarlem   | Česko      | 0 - 3    | Itálie     |
| 15. září 2012 | 14.00 | Haarlem   | Česko      | 6 - 5    | Švédsko    |
| 15. září 2012 | 19.00 | Rotterdam | Itálie     | 4 - 3    | Nizozemsko |
| 15. září 2012 | 19.30 | Haarlem   | Německo    | 6 - 8    | Španělsko  |

## Finále
| Datum         | Čas   | Místo     | Výsledek | Výsledek | Výsledek   |
| ------------- | ----- | --------- | -------- | -------- | ---------- |
| 16. září 2012 | 13.00 | Rotterdam | Itálie   | 8 - 3    | Nizozemsko |